# Super Smash Bros. Brawl
Super Smash Bros. Brawl (大乱闘スマッシュブラザーズX Dairantō Sumasshu Burazāzu Ekkusu, lit. "Great Melee Smash Brothers X") er et "crossover" kampspil udviklet af Sora og udgivet af Nintendo til Wii-spillekonsol. Som det tredje spil i Super Smash Bros. serien, indeholder denne titel også et udvalg af figurer fra Nintendo og dets anden-parter, som skal kæmpe mod hinanden i forskellige former for kampe. Brawl er dog det første Super Smash Bros. spil der også indeholder tredje-parts figurer. Det meste af spillets musik består af genindspillede, arrangerede versioner fra 1 af 36 videospil komponister, der udkom med tidligere Nintendo spil, men noget af musikken er dog i sin originale form.
Ligesom sine forgængere er Super Smash Bros. Brawl en afvigelse fra de klassiske kampspil, mest bemærket for sine simple kommandoer, og at "ring outs" sættes højere end "knockouts". Det vil indeholde en bedre uddybet singleplayer del end de forrige spil i serien, kendt som "The Subspace Emissary". Hele denne mode ses fra siden, og man kan spille som en af alle Brawl's spilbare figurer. Selve historien involvere figurerne og dele af deres egen personlige historier. Super Smash Bros. Brawl understøtter multiplayer kampe med op til fire spillere, og vil blive det første spil i sin franchise der også understøtter online kampe via Nintendo Wi-Fi Connection.

## Udvikling
Spillet blev fremvist ved E3 2006, og året før fortalte Nintendos overhoved, Satoru Iwata, at spillet vil indeholde en online-del, som mange fans har gået og ventet på. Spillet udvikles af Masahiro Sakurai, som er stifter af HAL Laboratory. HAL står ikke bag selve spillet, som de har gjort med de to tidligere i serien, men skaberen af bl.a. figuren Kirby er hovedprogrammør for Super Smash Bros. Brawl.

## Gameplay
I Adventure Mode, der har titlen "The Subspace Emissary", er det muligt at vælge mellem at spille én eller to spillere. Adventure Mode indeholder i alt otte bosser, hvoraf fem af dem kommer fra Nintendo-spil.
I Classic Mode er det muligt at kæmpe mod to ekstra bosser. Den første boss hedder Master Hand, og er en tilbagevendende figur, der også har været med i de foregående spil i serien. Derudover er det også muligt at kæmpe mod Crazy Hand, hvis man opfylder visse krav.

## Figurer
Start Figurer:
- Mario
- Link
- Kirby
- Pikachu
- Fox
- Samus Aran (med eller uden power suit)
- Prinsesse Zelda (kan transformere til Sheik)
- Bowser
- Donkey Kong
- Yoshi
- Prinsesse Peach
- Ice Climbers
- Pit (figur fra spillet Kid Icarus)
- Wario
- Ike (fra Fire Emblem serien)
- Pokémon trainer (han bruger Squirtle, Ivysaur & Charizard)
- Diddy Kong
- Meta Knight
- Lucas
- King Dedede
- Pikmin & Olimar

Hemmelige figurer:
- Captain Falcon
- Falco Lombardi
- Ganondorf
- Jigglypuff
- Lucario
- Luigi
- Marth
- Mr. Game & Watch
- Ness
- Toon Link (Den link vi kender fra The Legend of Zelda: The Wind Waker)
- Wolf
- Snake
- Sonic the Hedgehog
- R.O.B.
- Waluigi

### Assist Trophies
Spillet indeholder også en de såkaldte assist trophies, en måde at få en ekstra figur på banen som computeren styrer, følgende figurer er blevet bekræftet som assist trophies:
- Andross
- Dr. Wright (fra SNES versionen af Sim City)
- Knuckle Joe (fra Kirby serien)
- Samurai Goroh (fra F-zero)
- Demon (en figur fra det gamle NES spil Devil World)
- Hammer Bros.
- Nintendog
- Lyn
- Mr. Resetti
- Excitebike
- Little Mac
- Gray Fox
- Saki Amamiya
- Stafy
- Waluigi
- Custom Robo
- Isaac
- Infantry and Tanks
- Barbara
- Shadow The Hedgehog
- Metroid
- Tingle
- Kat & Ana
- Jeff
- Helirin
- Jill & Drill Dozer
- Lakitu
- Hammer Bros.